# 히가시이쿠치촌
히가시이쿠치촌(東生口村)은 히로시마현 도요타군에 있던 촌이다. 현재의 오노미치시의 일부에 해당한다. 동쪽으로 해협을 사이에 두고 인접한 인노섬의 6개 정촌과 합병하여 시로 승격해 인노시마시가 되어 지방 자치단체로서의 역사를 마감했다. 인노시마시는 헤세 대합병으로 오노미치시에 편입 합병되어 현재는 오노미치시의 남서부에 해당한다. 또한, 이쿠구치시마는 동서남북으로 4개의 '이쿠구치촌'이 있었으나, 이쿠구치촌은 마을은 유일하게 세토다정과 합쳐지지 않고, 인노시마시의 일부가 되었다. 